# Doriane Vidal
Doriane  Monique Vidal (ur. 16 kwietnia 1976 w Limoges) – francuska snowboardzistka, wicemistrzyni olimpijska i czterokrotna medalistka mistrzostw świata.

## Kariera
W zawodach Pucharu Świata zadebiutowała 16 lutego 1997 roku w Kanbayashi, zajmując siódme miejsce w halfpipe’ie. Tym samym już w swoim debiucie wywalczyła pierwsze pucharowe punkty. Pierwszy raz na podium zawodów tego cyklu stanęła miesiąc później, 16 marca 1997 roku w Morzine, wygrywając rywalizację w tej samej konkurencji. W zawodach tych wyprzedziła Norweżkę Siw Alidę Renander i Kaori Takeyama z Japonii. Łącznie 23 razy stawała na podium zawodów PŚ, odnosząc przy tym jeszcze cztery zwycięstwa: dwukrotnie 4 marca 1998 roku w Morzine, 13 marca 1998 roku w Tandådalen oraz 23 listopada w tej samej miejscowości była najlepsza w halfpipe’ie. Najlepsze wyniki osiągnęła w sezonie 1997/1998, kiedy to zajęła dziesiąte miejsce w klasyfikacji generalnej, a w klasyfikacji halfpipe’a zdobyła Małą Kryształową Kulę. Była też druga w klasyfikacji halfpipe’a w sezonie 1998/1999.
Na mistrzostwach świata w Berchtesgaden w 1999 roku wywalczyła srebrny medal w halfpipe’ie. Rozdzieliła tam na podium Kim Stacey z USA i Annę Hellman ze Szwecji. Na rozgrywanych dwa lata później mistrzostwach świata w Madonna di Campiglio była najlepsza, pokonując Norweżkę Stine Brun Kjeldås i Sari Grönholm z Finlandii. Wynik ten powtórzyła podczas mistrzostw świata w Kreischbergu w 2003 roku i mistrzostw świata w Whistler w 2005 roku. W 1998 roku wystartowała na igrzyskach olimpijskich w Nagano, gdzie zajęła 12. miejsce. Na rozgrywanych cztery lata później igrzyskach w Salt Lake City zdobyła srebrny medal. Uplasowała się tam między Kelly Clark z USA i Fabienne Reuteler ze Szwajcarii. Brała też udział w igrzyskach olimpijskich w Turynie w 2006 roku, gdzie rywalizację ukończyła na ósmej pozycji.
W 2006 roku zakończyła karierę.

## Osiągnięcia

### Igrzyska olimpijskie
| Miejsce | Dzień     | Rok  | Miejscowość    | Konkurencja | Zwyciężczyni |
| ------- | --------- | ---- | -------------- | ----------- | ------------ |
| 12.     | 12 lutego | 1998 | Nagano         | Halfpipe    | Nicola Thost |
| 2.      | 10 lutego | 2002 | Salt Lake City | Halfpipe    | Kelly Clark  |
| 8.      | 13 lutego | 2006 | Turyn          | Halfpipe    | Hannah Teter |

### Mistrzostwa świata
| Miejsce | Dzień       | Rok  | Miejscowość          | Konkurencja | Zwyciężczyni    |
| ------- | ----------- | ---- | -------------------- | ----------- | --------------- |
| 15.     | 24 stycznia | 1997 | San Candido          | Halfpipe    | Anita Schwaller |
| 2.      | 16 stycznia | 1999 | Berchtesgaden        | Halfpipe    | Kim Stacey      |
| 1.      | 27 stycznia | 2001 | Madonna di Campiglio | Halfpipe    | -               |
| 1.      | 16 stycznia | 2003 | Kreischberg          | Halfpipe    | -               |
| 1.      | 22 stycznia | 2005 | Whistler             | Halfpipe    | -               |

### Puchar Świata

#### Miejsca w klasyfikacji generalnej
- sezon 1996/1997: 40.
- sezon 1997/1998: 10.
- sezon 1998/1999: 12.
- sezon 1999/2000: 38.
- sezon 2000/2001: -
- sezon 2001/2002: -
- sezon 2003/2004: -
- sezon 2004/2005: -
- sezon 2005/2006: 17.

#### Miejsca na podium
1. Morzine – 16 marca 1997 (halfpipe) – 1. miejsce
2. Sankt Moritz – 7 stycznia 1998 (halfpipe) – 3. miejsce
3. San Candido – 17 stycznia 1998 (halfpipe) – 3. miejsce
4. Morzine – 4 marca 1998 (halfpipe) – 1. miejsce
5. Morzine – 4 marca 1998 (halfpipe) – 1. miejsce
6. Tandådalen – 13 marca 1998 (halfpipe) – 1. miejsce
7. Tandådalen – 13 listopada 1998 (halfpipe) – 1. miejsce
8. Tandådalen – 23 listopada 1998 (halfpipe) – 3. miejsce
9. Whistler – 11 grudnia 1998 (halfpipe) – 2. miejsce
10. Mount Bachelor – 16 grudnia 1998 (halfpipe) – 3. miejsce
11. Morzine – 7 stycznia 1999 (halfpipe) – 2. miejsce
12. Asahikawa – 14 lutego 1999 (halfpipe) – 2. miejsce
13. Naeba – 20 lutego 1999 (halfpipe) – 2. miejsce
14. Tignes – 18 listopada 2000 (halfpipe) – 3. miejsce
15. Sapporo – 18 lutego 2001 (halfpipe) – 3. miejsce
16. Asahikawa – 25 lutego 2001 (halfpipe) – 2. miejsce
17. Tignes – 19 listopada 2001 (halfpipe) – 2. miejsce
18. L’Alpe d’Huez – 13 stycznia 2002 (halfpipe) – 3. miejsce
19. Saas-Fee – 29 października 2004 (halfpipe) – 2. miejsce
20. Valle Nevado – 15 września 2005 (halfpipe) – 2. miejsce
21. Valle Nevado – 14 września 2005 (halfpipe) – 2. miejsce
22. Saas-Fee – 21 października 2005 (halfpipe) – 3. miejsce
23. Kreischberg – 9 stycznia 2006 (halfpipe) – 2. miejsce

- W sumie 5 zwycięstw, 10 drugich i 8 trzecich miejsc.